# Дом-музей Мир Мохсун Навваба
 Дом-музей Мир Мохсун Навваба (азерб. Mir Möhsün Nəvvabın ev-muzeyi) — двухэтажный дом середины XIX века азербайджанского учёного, художника, музыковеда, поэта и общественного деятеля Азербайджана Мир Мохсун Навваба. Музей расположен на улице Навваба 4, мехелле (квартале) Мамайы (Шуша).

## История
В этом доме жил и работал азербайджанский поэт и художник Мир Мохсун Навваб. В период СССР в Шуше был создан дом-музей художника. Комнаты дома были богато украшены настенными росписями.
За 9 лет до создания музея имени Мир Мохсун Наваба — в номере газеты «Шуша» от 15 августа 1981 года было отмечено, что идут подготовки мемориального музея и после реставрации здание станет домом-музеем известного поэта и художника. В статье указано, что в доме, где жил М. М. Навваб, сохранились полотна с различными сюжетами, написанные самим поэтом-художником и художники-реставраторы восстанавливают их до первоначального вида. Однако музей по неизвестным причинам начал функционировать 9 лет спустя — в ноябре 1990 года.
Первым директором дома-музея была Хураман Агаева. В музее поначалу было выставлено 130 экспонатов о жизни и творчестве Мир Мохсун Навваба.
После оккупации города Шуша армянскими вооружёнными силами дом-музей прекратил свою деятельность. Здание музея было частично разрушено, а экспонаты — разграблены. В настоящее время музей не работает. Хотя большую часть экспонатов после оккупации спасти не удалось, часть экспонатов сейчас находится в Музее Искусств в Баку. Одним из ценных экспонатов был портрет Амира Теймура.
В постоянной экспозиции Национального музея истории Азербайджана представлены материалы, связанные с Мир Мохсеном Наввабом. Материалы размещены в отдельной витрине в зале «Наука, образование и культура в Азербайджане в XIX веке» постоянной экспозиции. Здесь размещены оригиналы «Китаби дивани Фариси» и «Кашфул-Хакикати-Маснави», написанные М. М. Наввабом, как текст, так и рисунки. Следует отметить, что работа «Кашфул-хакикати-маснави», посвященная теории музыки, является одним из самых известных произведений Мир Мохсун Навваба. В витрине также представлены копии картин М. Навваба.

## Экспозиция
Экспонаты включали печатную машинку художника, телескоп и его собственные картины. В музее также были выставлены экспонаты, свидетельствующие о полиграфической деятельности М. М. Навваба.
Известно, что Навваб собрал коллекцию средневекового азербайджанского оружия. Несколько видов оружия из его коллекции в настоящее время хранятся в Национальном музее истории Азербайджана. В витрине размещены фотография Мир Мохсуна Наваба 1970-х годов и фотография его могилы (1957 год. Скульптор Токай Мамедов) в Шуше. В 1992 году, после оккупации города армянскими вооруженными силами, памятник был разрушен

## Галерея
Состояние дома-музея Мир Мохсун Навваба в 2021 году.

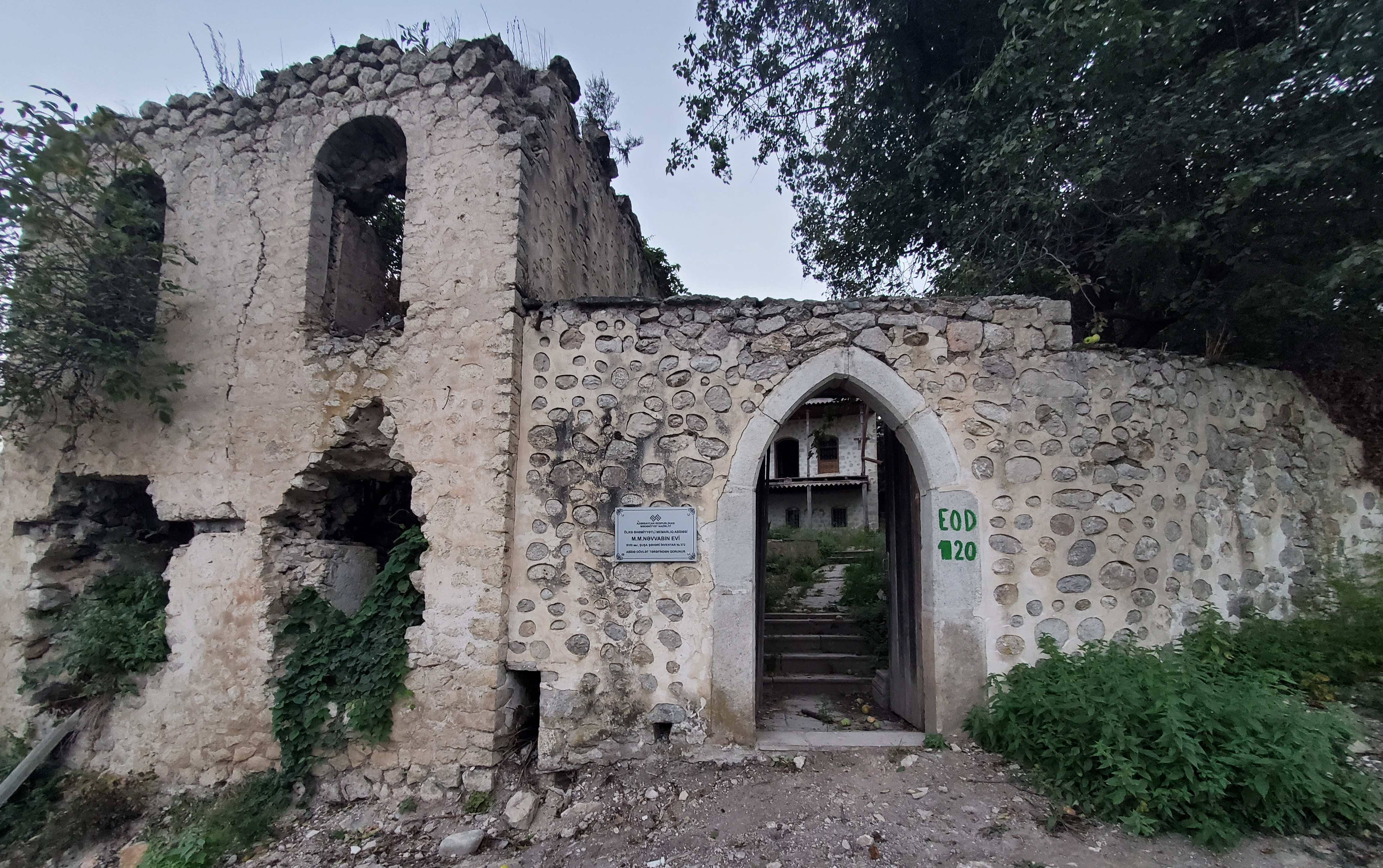
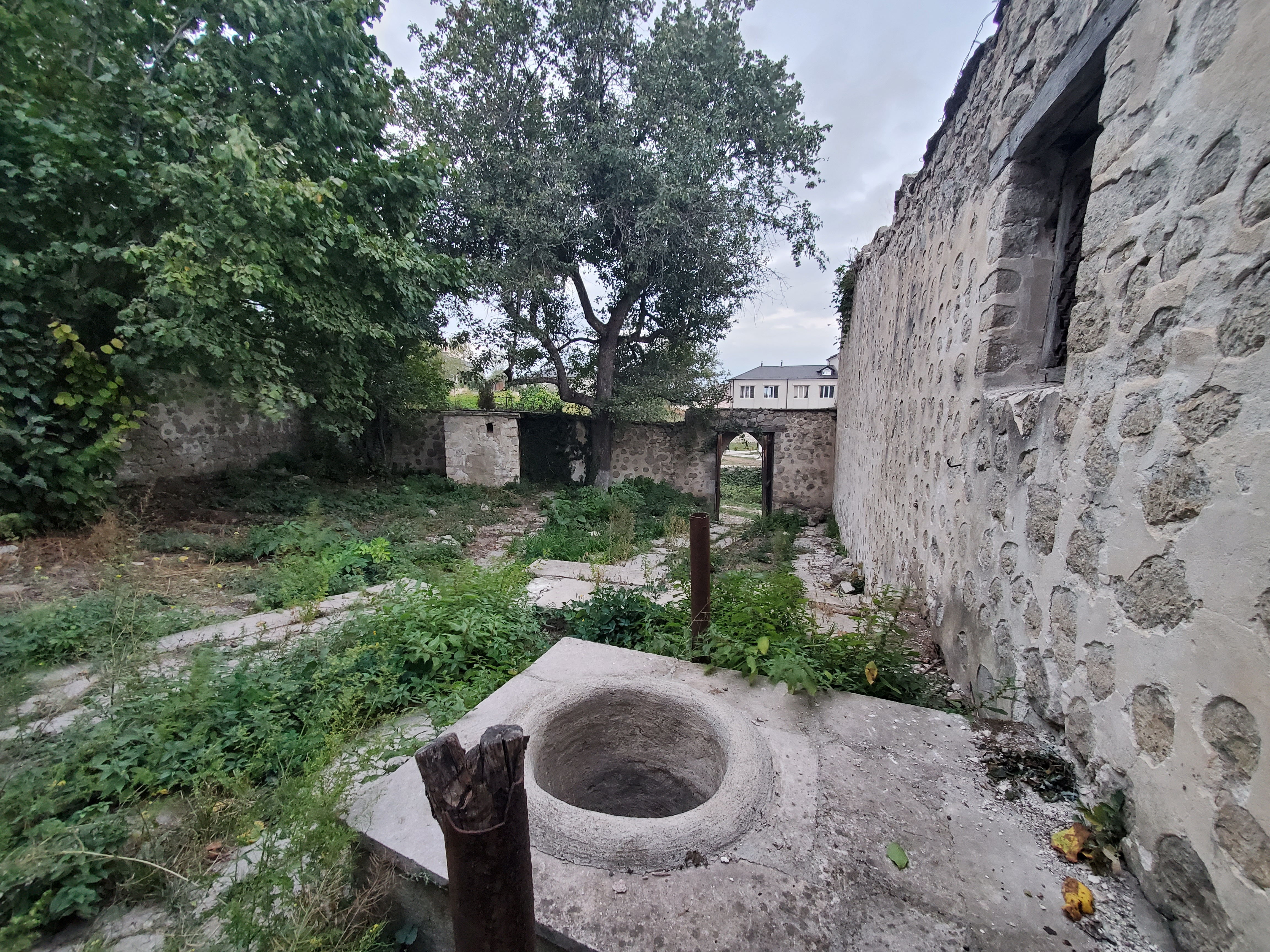
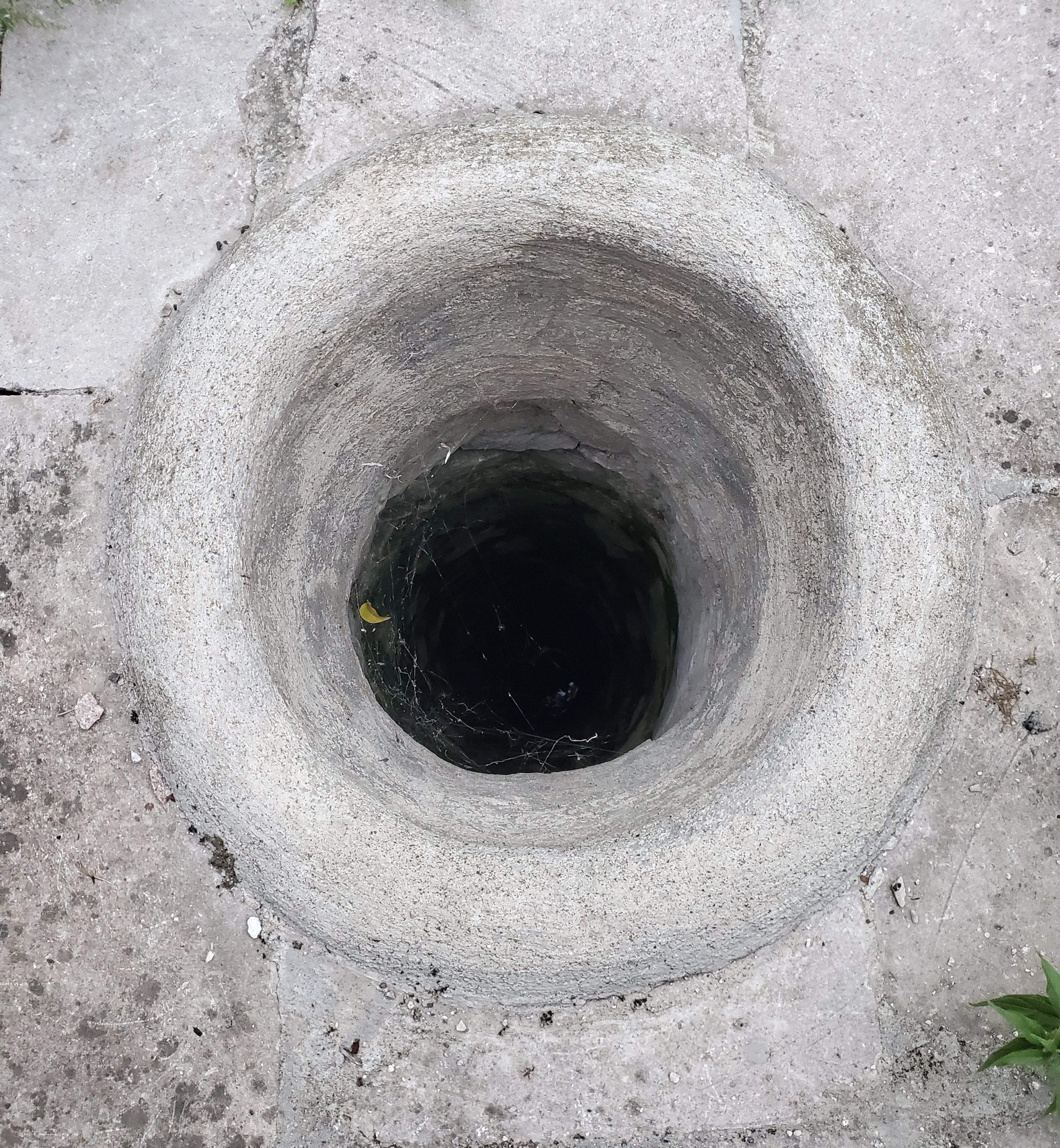
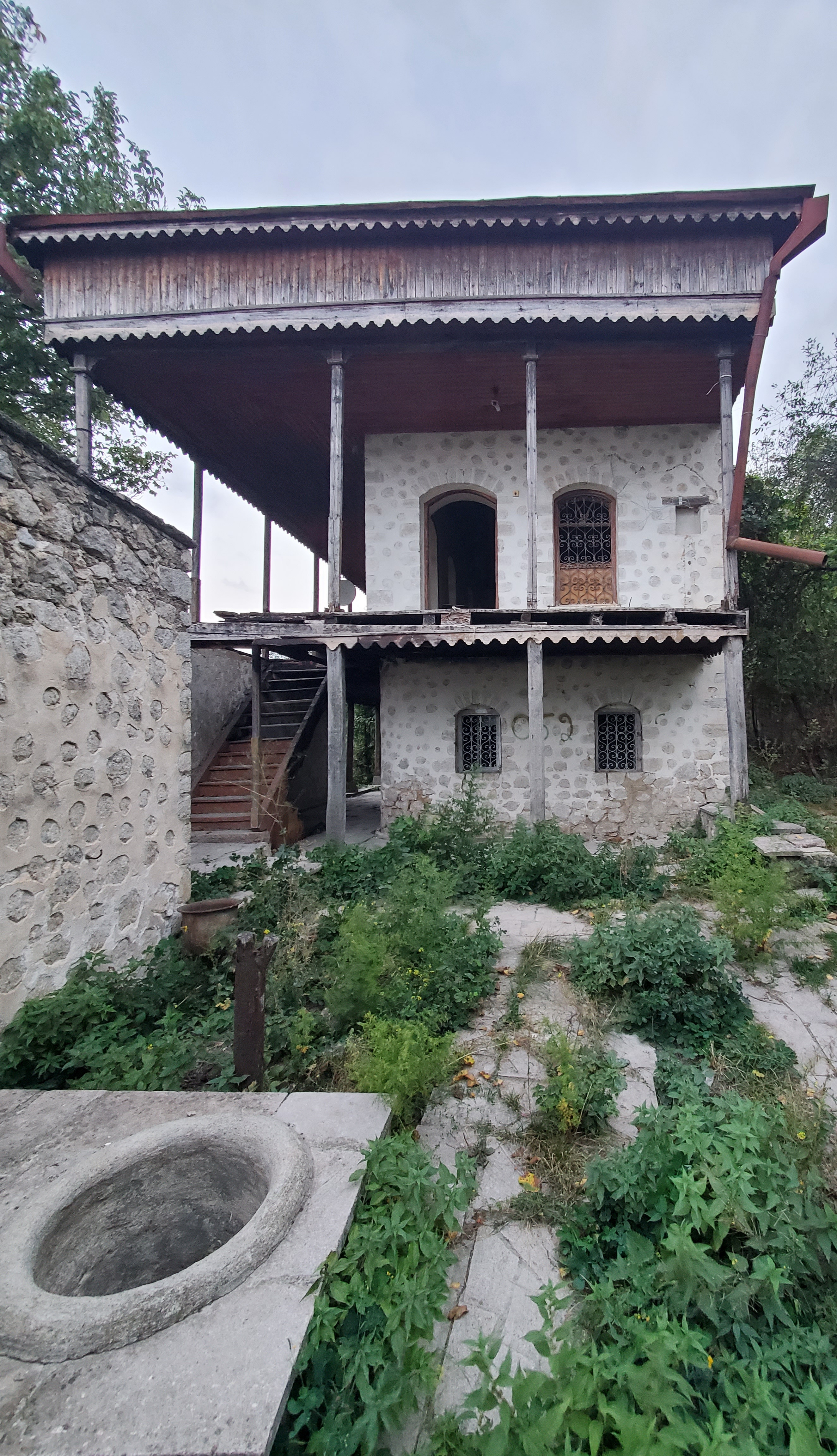
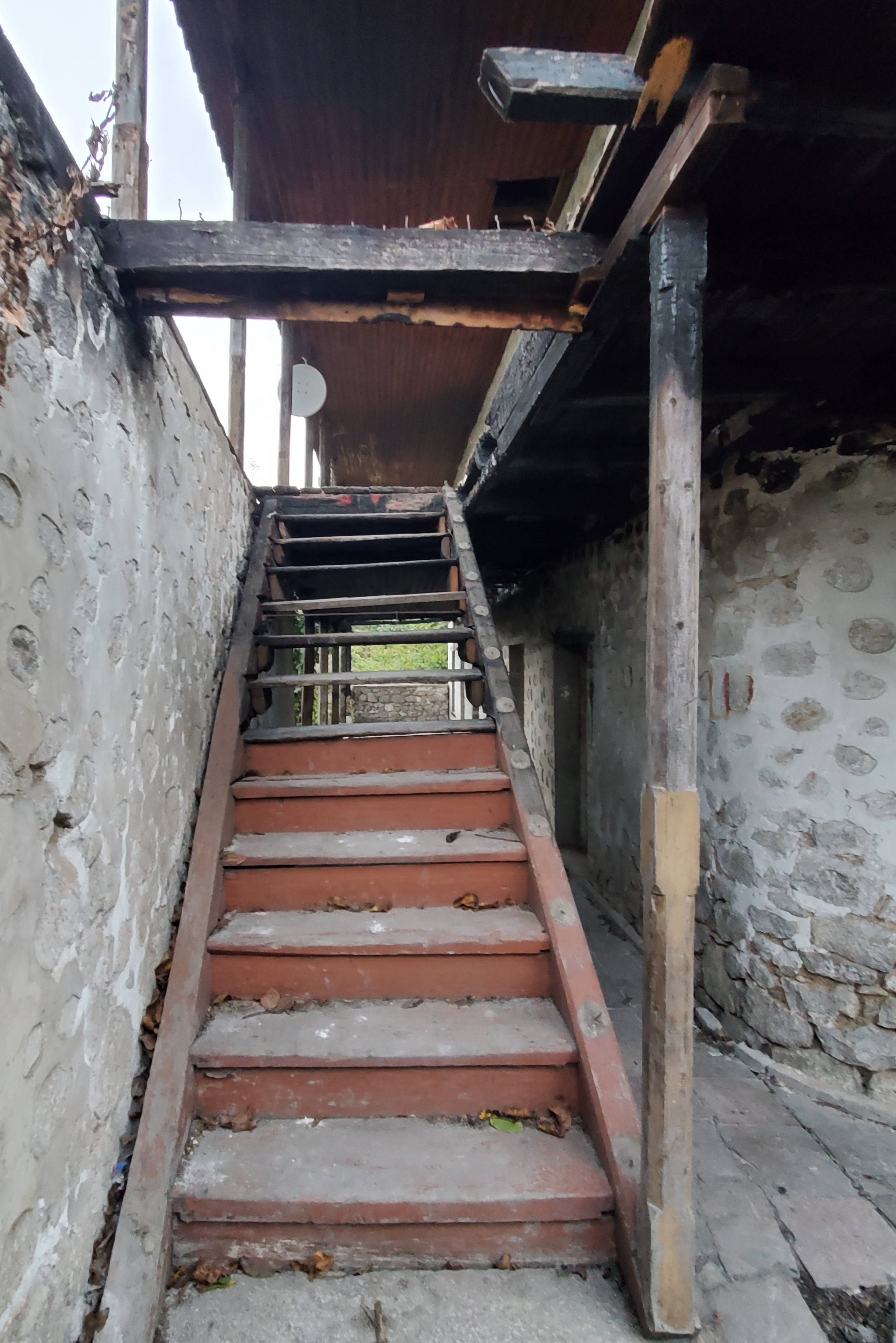
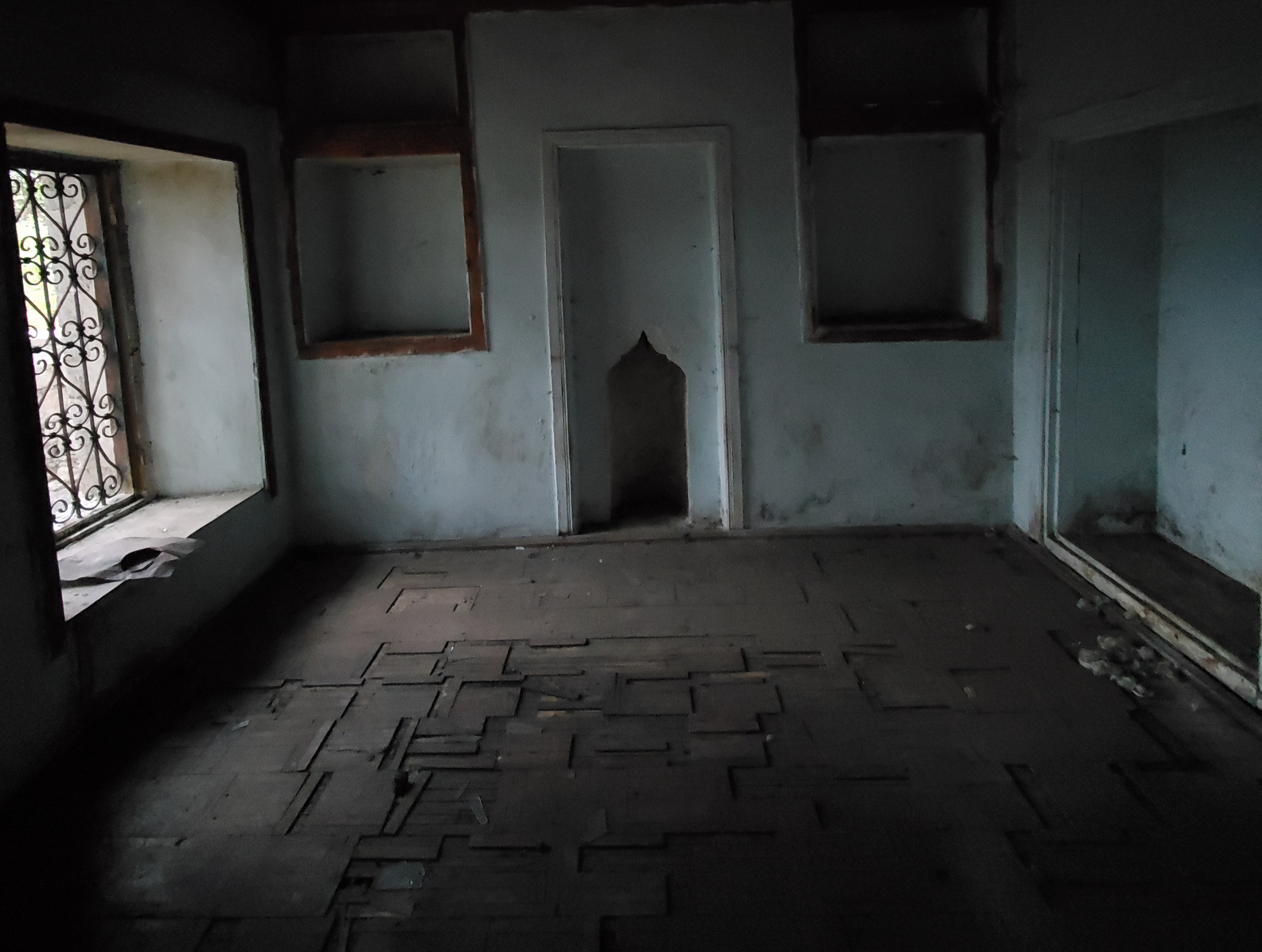
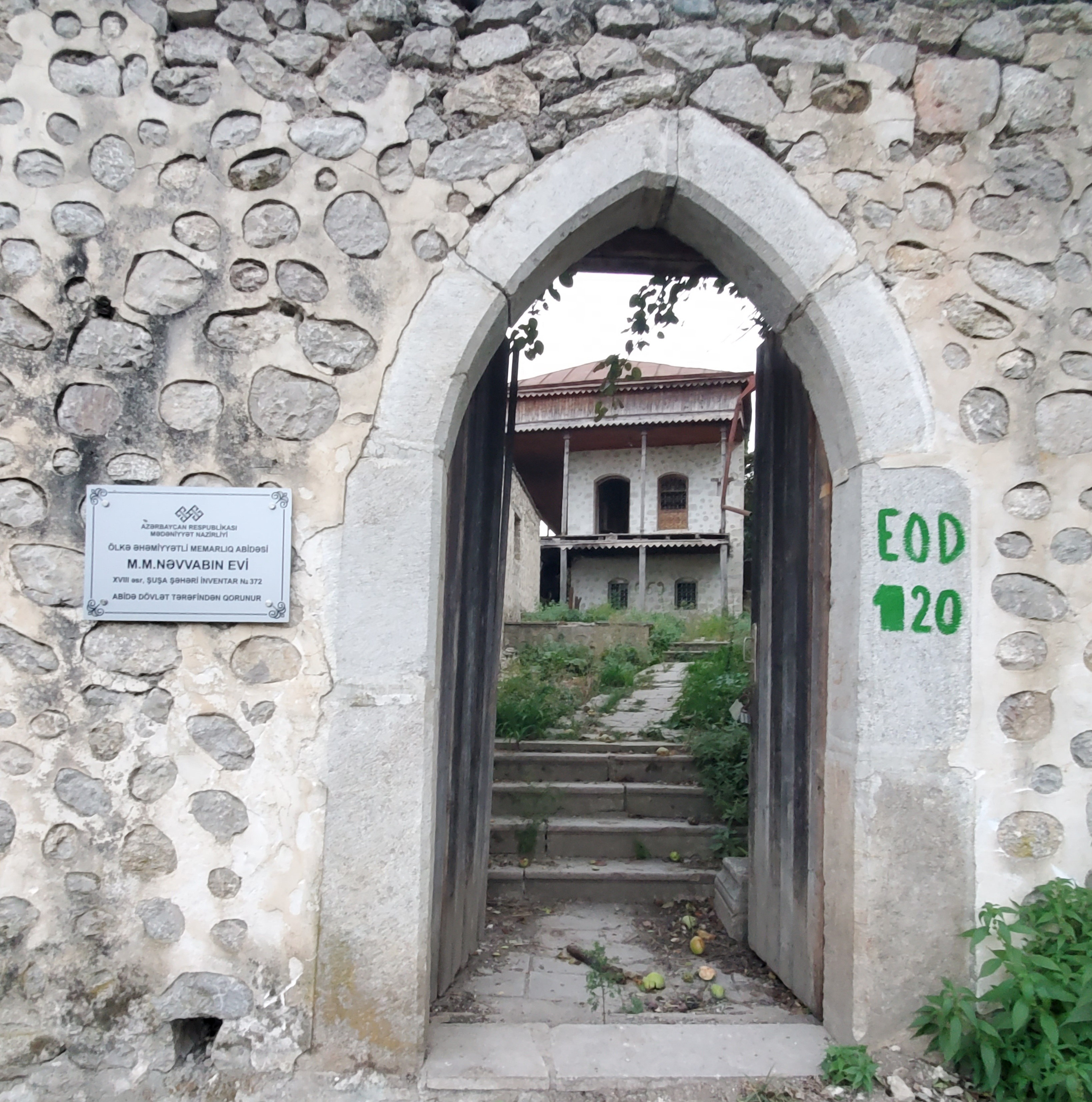